# POLD2
A DNS-polimeráz δ 2. alegysége a POLD2 gén által kódolt enzim. A DNS-polimeráz δ egyik szabályzó része.

## Funkció
A POLD2 a DNS-polimeráz δ funkcióját szabályozza, annak többi alegységét támasztja.
A POLD2 szükséges a genomstabilitáshoz és az epigenetikai szabályzáshoz, azonban a DNS-metilációt nem szabályozza. A POLD2-hiányos egerek az embrionális fejlődés korai szakaszában, a gasztruláció előtt meghalnak, noha E3,5 blasztocisztaállapotban normál morfológiát mutatnak. E mutáns blasztociszták nem tudnak a zona pellucidából kimenni, ami csökkent blasztocisztafunkciót okoz. E fenotípusok továbbá csökkent sejtproliferációt és torzult primitív entoderma- és epiblaszt-hozzárendelést mutatnak a második sejtvonalban.
A POLD2 és a POLD3 a transzléziós szintézisben a DNS-polimeráz ζ tagjaival, a REV3L-lel és a MAD2L2-vel való fehérje-fehérje kölcsönhatásaik révén vesznek részt.

## Klinikai jelentőség

### Rák
A POLD2-expresszió shRNS-sel történő csökkentése a glioblasztóma sejtjeit érzékenyíti a DNS-károsító szerekre, például a ciszplatinra, valamint a γ-sugárzásra, ezek alapján a POLD2 szükséges a tumorok DNS-stabilizálásához. A POLD2-expresszió számos más tumorban, például petefészekrákban vagy rosszul differenciált serosalis rákban is magas. Ezek alapján a POLD2-expresszió-növekedés növeli a tumorsejt-proliferációt, a klonogenitást és az invazivitást.

### Immunhiány
A DNS-polimeráz δ-hiány szindrómás immunhiányt okoz replikatív stresszel.

## Kölcsönhatások
A POLD2 kölcsönhat a PCNA-val, a POLD1-gyel, a POLD3-mal és a POLD4-gyel.
Az FF483–484 motívum a DNS-polimeráz η-ban a POLD2-vel való kölcsönhatást mediálja, a DNS-károsodás-tűrését okozva.

## Fordítás
Ez a szócikk részben vagy egészben  a   POLD2 című angol Wikipédia-szócikk ezen változatának fordításán alapul.  Az eredeti cikk szerkesztőit annak laptörténete sorolja fel. Ez a jelzés csupán a megfogalmazás eredetét és a szerzői jogokat jelzi, nem szolgál a cikkben szereplő információk forrásmegjelöléseként.